# Paul von Lettow-Vorbeck
Paul Emil von Lettow-Vorbeck (Saarlouis, 20 de março de 1870 – Hamburgo, 9 de março de 1964) foi um general do Império Alemão, comandante da campanha da África Oriental Alemã na Primeira Guerra Mundial, a única campanha colonial dessa guerra onde a Alemanha não foi derrotada, mesmo que a proporção de soldados para cada lado (21 soldados britânicos por cada soldado alemão) apontasse para o contrário. Também foi o único comandante a invadir solo britânico na Primeira Guerra Mundial.

## Biografia

### Primeiros anos
Nasceu no seio de uma família militar, e da pequena nobreza pomerânica, em Saarlouis, Reno, na Federação da Alemanha do Norte, e, destinado também a seguir a carreira militar, estudou ciências militares nas academias de Potsdam e Lichtervelde, preparando-se para uma carreira de oficial de artilharia. Em 1890, já foi condecorado com o ranque de Tenente.
A sua primeira missão de relevo aconteceu em 1900 quando, ainda tenente, foi encarregue de comandar um destacamento alemão que colaborou com forças militares de outras potências europeias na contenção da Rebelião Boxer, na China.
Em 1904 partiu para o Sudoeste Africano Alemão (actual Namíbia) como ajudante-de-campo do general Martin Chales de Beaulieu, comandante das forças enviadas para apoiar as Schutztruppe (as “tropas de protecção”) da colónia na denominada Guerra dos Hotentotes, a insurreição dos povos nama e herero que ocorreu entre 1904 e 1908 e que conduziu ao  genocídio dos hereros e namas, a primeira grande catástrofe humanitária do século XX. Nessa campanha foi ferido no olho esquerdo e forçado a retirar-se para a África do Sul, onde convalesceu. Durante essa estadia forçada, conviveu com o general Jan Smuts, de quem se tornaria amigo para toda a vida, apesar de depois ter de o defrontar durante a Primeira Guerra Mundial.
Terminada aquela campanha, regressou à Alemanha e foi nomeado comandante do II. Seebataillon (o 2.º batalhão naval) da Kaiserliche Marine-Infantarie (fuzileiros da Marinha Imperial Alemã), cargo que exerceu de Janeiro de 1909 a Janeiro de 1913, na base naval de Wilhelmshaven.
Foi seguidamente colocado no comando da força colonial de protecção, as Schutztruppe, da colónia alemão de Kamerun, actuais Camarões, na África Ocidental.

### Primeira Guerra Mundial
No princípio de 1914, von Lettow-Vorbeck foi escolhido para comandante da pequena guarnição alemã de 300 soldados e doze companhias de askari que guarneciam a África Oriental Alemã, actual Tanzânia. Com o início da guerra na Europa, em Agosto daquele ano, sabendo da vantagem do poder iniciativa num contexto periférico ao palco do conflito principal, como era no caso a África Oriental, ignorou as ordens recebidas do governo de Berlim e do governador da colónia, o Dr. Heinrich Schnee, que insistiam na necessidade de manter a neutralidade da África Oriental Alemã.
Von Lettow-Vorbeck de imediato ignorou as ordens do governador, nominalmente seu superior, e preparou-se para a guerra, a qual se iniciou por um ataque anfíbio à cidade de Tanga, que teve lugar entre 2 e 5 de Novembro de 1914, repelindo os britânicos e os seus aliadas na acção que ficou conhecida pela Batalha de Tanga, uma das mais violentas de toda a campanha.
Reuniu então os escassos homens e suprimentos disponíveis e preparou-se para ganhar a iniciativa e atacar as ferrovias britânicas na África Oriental. No processo conseguiu uma segunda vitória sobre os britânicos, vencendo a Batalha de Jassin, travada a 18 de Janeiro de 1915.
As vitórias que foi conseguindo permitiram-lhe captura armamento moderno e outros abastecimentos, urgentemente necessários dado o isolamento das forças alemães em relação à metrópole, consequência do bloqueio naval aliado ao Império Alemão.
Para além das vantagens logísiticas, as vitórias deram grande impulso à moral de seus homens, embora von Lettow-Vorbeck também nelas perdesse muitos dos seus soldados mais experientes, entre eles o "esplêndido” capitão Tom von Prince, que não poderiam facilmente ser substituídos no isolamento em que se encontrava.
O plano de von Lettow-Vorbeck para era simples: sabendo que no contexto da a Guerra a África Oriental não passaria de um palco periférico, decidiu capturar o máximo de tropas britânicas possível e manter o máximo de pressão sobre as forças remanescentes pois as removeria da Frente Ocidental, contribuindo dessa forma para a vitória alemã na Europa.
Von Lettow-Vorbeck sabia que podia contar com os seus oficiais, altamente motivados e competentes (sua taxa de vítimas era certamente prova disso). Como consequência das perdas custosas de pessoal, ele passou a evitar confrontos directos com soldados britânicos, em vez disso levou seus homens a engajar invasões de guerrilha nas províncias britânicas do Quénia e da Rodésia, atacando os fortes britânicos, ferrovias e comunicações - tudo com o objectivo de forçar a Entente a desviar o efectivo do teatro de guerra na Europa. Ele convocou 12,000 soldados, a maioria deles askari, mas todos bem treinados e bem disciplinados. Os askari ganharam uma especial reputação pela sua capacidade de luta e lealdade. Von Lettow-Vorbeck também servia como comandante-modelo, ganhando pelo exemplo o respeito e lealdade dos seus homens. Percebeu as necessidades críticas da guerra de guerrilha em que ele usou tudo o que lhe era disponível se tratando de suprimento, ele usou o grupo e artilharia do cruzador alemão SMS Königsberg (afundado no delta do Rio Rufiji em 1915) que possuía uma tropa capacitada sob o comando de Max Looff, bem como suas numerosas armas, que foram convertidas em peças de artilharia para a luta em terra, que seria o mais alto padrão de peças de artilharia de terra usadas na guerra.
Em Março de 1916, os britânicos sob o comando do seu amigo general Jan Smuts lançaram uma formidável ofensiva, com 45 000 homens. Von Lettow-Vorbeck, pacientemente, usou o clima e o terreno como seus aliados enquanto suas tropas lutavam contra os britânicos em suas condições para sua vantagem. Os britânicos, entretanto, continuaram enviando mais tropas forçando von Lettow-Vorbeck a ceder território. Não obstante, ele conseguiu impor por diversas vezes pesadas derrotas aos britânicos, incluindo uma em Mahiwa em Outubro de 1917 onde perdeu 100 homens enquanto os britânicos perderam 1 600 homens.
Apesar dos seus esforços, os britânicos mantinham uma decisiva vantagem em efectivo, e não tinha ilusões de que qualquer território que ele capturasse poderia ser guarnecido por muito tempo. Decidiu então fazer uma incursão para sul, penetrando na então colónia portuguesa de Moçambique, onde ganhou homens e abastecimentos ao atacar guarnições portuguesas. Reentrou no território da África Oriental Alemã em Agosto de 1918, apenas para rumar para oeste e atacar a Rodésia do Norte, evitando a armadilha que os britânicos lhe haviam preparado na África Oriental Alemã.
A 13 de Novembro de 1918, dois dias após a assinatura do Armistício de Compiègne, tomou a cidade de Kasama, que os britânicos haviam evacuado, naquela que foi a última vitória alemã no conflito. Daí continuou rumando para sudoeste, internando-se no coração de África em direcção ao Katanga. Quando alcançou o rio Chambeshi, na manhã de 14 de Novembro, o magistrado britânico Hector Croad apareceu sob uma bandeira branca e entregou uma mensagem do tenente-general Sir Jacob van Deventer informando-o do armistício. Von Lettow-Vorbeck imediatamente concordou com um cessar-fogo. O local onde o encontro ocorreu, hoje território da Zâmbia, está assinalado pelo Memorial von Lettow-Vorbeck.
Aceitou então as instruções dos britânicos para se dirigir com as suas forças para norte, até Abercorn (actual Mbala) para aí formalmente render o seu exército invicto, o que ocorreu a 23 de Novembro. As suas forças consistiam então de 30 oficiais alemães, 125 sargentos e outros postos alistados e 1 168 askaris.

### Legado e Carreira Pós-Guerra

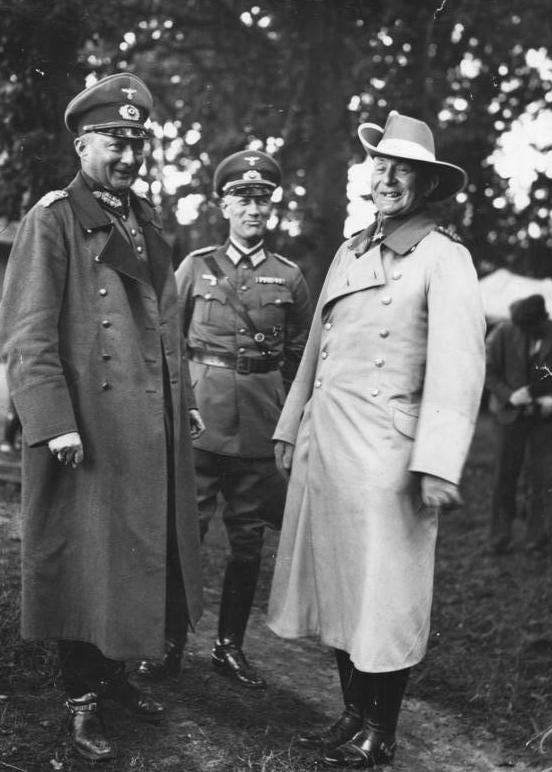
Paul Emil von Lettow-Vorbeck (à direita) com Günther von Kluge.

Após a guerra, von Lettow-Vorbeck organizou esforços diversos para repatriar os soldados alemães que ficaram em África e os prisioneiros que estavam sob controlo dos diversos beligerantes. Também tentou garantir que os soldados e demais colaboradores africanos receberiam tratamento adequado. Conheceu então Sir Richard Meinertzhagen, o oficial dos Serviços Secretos Britânicos com quem travara uma luta pessoal durante o conflito.
Von Lettow-Vorbeck retornou à Alemanha em Janeiro de 1919, recebendo uma recepção de herói e a promoção a major-general, a última ordem de serviço do Imperador antes de ser deposto. A Schutztruppe de von Lettow-Vorbeck foi o único exército alemão que foi autorizada a realizar uma parada de vitória através das Portas de Brandeburg, em Berlim após a Primeira Guerra Mundial, pois não só nunca se rendera, mas frequentemente venceu contra adversários bem mais poderosos. Von Lettow-Vorbeck foi também o único comandante alemão que conseguira invadir território britânico no decurso da Primeira Guerra Mundial.
Numa manifestação do espírito cavalheiresco que então existia, após a guerra, tornou-se amigo íntimo de diversos oficiais britânicos que contra ele lutaram durante a guerra, muitos dos quais posteriormente o ajudariam quando em consequência da Segunda Guerra Mundial atravessou um período de grandes privações.
Participou da política caótica da República de Weimar e, de Maio de 1929 a Julho de 1930, foi deputado no Reichstag. Nesse período tentou sem sucesso estabelecer uma coligação de oposição a Adolf Hitler e ao Partido Nazi. Apesar da sua oposição ao nazismo, estes tentaram usar a sua história para fins de propaganda, escondendo a sua relação de respeito para com os askari. Em 1938, aos 68 anos de idade, foi nomeado general para propósitos especiais do Terceiro Reich, mas não foi convocado para o serviço activo.
No final da Segunda Guerra Mundial foi destituído, deixando de receber a sua pensão. Os seus dois filhos, Rüdiger e Arnd, foram mortos em acção ao serviço do Exército Alemão, a sua terra natal, parte das Zonas ocupadas pelos Aliados na Alemanha, tornou-se o Protectorado de Sarre, a sua casa em Bremen foi destruída pelos bombardeamentos dos Aliados: para sobreviver dependeu por algum tempo de pacotes de comida que os seus antigos adversários na África Oriental, o coronel Richard Meinertzhagen e o general Jan Smuts, lhe enviavam. Com o estabelecimento da República Federal da Alemanha (a Alemanha Ocidental) e a recuperação económica, recuperou financeiramente, recebendo uma pensão governamental pelos serviços militares e parlamentares que prestara.
Em 1953 visitou sua outra pátria, a África Oriental, onde foi efusivamente saudado pelos askaris sobreviventes e recebido com cortesia e honras militares pelos oficiais coloniais britânicos.
Paul von Lettow-Vorbeck foi considerado um comandante audaz, embora prudente, que mostrou habilidade incomum na condução de uma guerra de guerrilha em terreno desconhecido. Com poucos homens e virtualmente sem abastecimentos, reteve forças britânicas dez a doze vezes maiores. Conseguiu, contra todas as expectativas, permanecer invicto, tendo desviado forças britânicas de outros campos de batalha, sendo surpreendido pelo fiim da guerra quando marchava para atacar a ferrovia e as minas Aliadas em Katanga. Soube ganhar o respeito dos seus askari e dos oficiais europeus, amigos e inimigos.
A campanha da África Oriental foi ganha contra o "modestamente imenso exército Aliado" que se defrontou com "uma força alemã liderada por um obscuro oficial prussiano que poderia ter conduzido cursos de pós-graduados em tácticas regulares de guerra para Che Guevara, general Vo Nguyen Giap e outros mais célebres, porém menos habilidosos, guerrilheiros". Os feitos de von Lettow-Vorbeck em terras da África foram "a maior operação isolada de guerrilha da História, e a mais bem sucedida".
Um de seus jovens oficiais, Theodor von Hippel, usaria depois a sua experiência sob o comando de von Lettow-Vorbeck para ser formar os Brandenburgers, a unidade de comandos da agência de informações alemã Abwehr durante a Segunda Guerra Mundial.
Em 1964, ano em que von Lettow-Vorbeck faleceu e meio século após sua chegada a Dar es Salaam, o Bundestag da Alemanha Ocidental votou uma dotação destinada a financiar o pagamento dos salários devidos aos askari ainda vivos. Foi instalada uma pagadoria temporária em Mwanza, nas margens do Lago Vitória, à qual os interessados se deveriam dirigir. Contudo, dos cerca de 350 sobreviventes, apenas um grupo limitado dispunha dos certificados que von Lettow-Vorbeck lhes havia entregue em 1918. Outros apresentaram como prova pedaços de seus velhos uniformes, mas muitos não dispunham de qualquer meio de prova da sua condição de veterano. O funcionário alemão encarregue do pagamento teve então a seguinte ideia: a cada requerente que se apresentasse sem documentos seria dado uma vassoura e ordenado, em alemão, que simulasse um manejo de arma. Nenhum dos homens que se apresentaram falhou no teste.
Quatro quartéis do Exército Alemão (Bundeswehr), localizados em Leer, Hamburg-Jenfeld, Bremen e Bad Segeberg, foram nomeados em sua honra. Contudo, com as reduções de pessoal e encerramento de 178 instalações militares que ocorreu após a unificação alemã, o último dos quartéis denominados em honra de von Lettow-Vorbeck (em Bad Segeberg) fechou no ano de 2004.

## Obras publicadas
- von Lettow-Vorbeck: Heia Safari! Deutschlands Kampf in Ostafrika Leipzig, 1920.
- von Lettow-Vorbeck: My Reminiscences of East Africa (tradução em inglês do citado acima) ISBN 0-89839-154-7
- von Lettow-Vorbeck: Mein Leben Koehlers Verlaggesellschaft, Biberach an der Riss, 1957.
- von Lettow-Vorbeck: East African Campaigns (Meine Erinnerungen aus Ostafrika, inglês). Prefácio por John Gunther. New York: Speller, 1957.